# Бабий, Василий Васильевич
Василий Васильевич Бабий (3 января 1920 — 12 апреля 1986) — старший лейтенант Советской Армии, участник Великой Отечественной войны, Герой Советского Союза.

## Биография

Могила Василия Бабия на Кунцевском кладбище Москвы.

Василий Бабий родился 3 января 1920 года в Одессе в рабочей семье. 
После окончания средней школы окончил два курса гидрогеологического техникума в городе Джанкой Крымской области РСФСР в 1939 году. Работал старшим коллектором в тресте «Укргеолнеруд». 
В 1941 году Бабий был призван на службу в Рабоче-крестьянскую Красную Армию. В 1942 году окончил зенитно-артиллерийское училище. С июня 1942 года — на фронтах Великой Отечественной войны. К осени 1943 года старший лейтенант Василий Бабий командовал батареей 663-го артиллерийского полка 218-й стрелковой дивизии 47-й армии Воронежского фронта. Отличился во время битвы за Днепр.
26 сентября 1943 года, когда один из полков 218-й стрелковой дивизии на плацдарме к югу от города Канев попал в окружение, Бабий возглавил группу из шестидесяти артиллеристов и, форсировав Днепр, помог полку прорвать окружение и доставить боеприпасы и продовольствие, что позволило полку продолжить выполнение боевой задачи.
Указом Президиума Верховного Совета СССР от 3 июня 1944 года старший лейтенант Василий Бабий был удостоен высокого звания Героя Советского Союза с вручением ордена Ленина и медали «Золотая Звезда».
В 1946 году Бабий был уволен в запас. Проживал в Москве. Умер 12 апреля 1986 года.
Был также награждён двумя орденами Отечественной войны 1-й степени, орденом Красной Звезды, рядом медалей.